# China op de Olympische Winterspelen 1984
Tijdens de Olympische Winterspelen van 1984, die in Sarajevo (Joegoslavië) werden gehouden, nam China voor de tweede keer deel.

## Deelnemers en resultaten

### Alpineskiën
| Olympiër       | Discipline       | Resultaat | Prestatie                        |
| -------------- | ---------------- | --------- | -------------------------------- |
| Li Guangquan   | reuzenslalom (m) | 54e       | 3.24,99 (+43,81) 1.42,16+1.42,83 |
| Li Guangquan   | slalom (m)       | 30e       | 2.16,59 (+37,18) 1.09,12+1.07,47 |
| Liu Changcheng | reuzenslalom (m) | 56e       | 3.28,51 (+47,33) 1.41,76+1.46,75 |
| Liu Changcheng | slalom (m)       | 33e       | 2.18,75 (+39,34) 1.09,87+1.08,88 |
| Wu Deqiang     | reuzenslalom (m) | 59e       | 3.30,40 (+49,22) 1.41,74+1.48,66 |
| Wu Deqiang     | slalom (m)       | 29e       | 2.14,01 (+34,60) 1.07,62+1.06,39 |
|                |                  |           |                                  |
| Jin Xuefei     | reuzenslalom (v) | 42e       | 2.50,35 (+29,37) 1.22,45+1.27,90 |
| Jin Xuefei     | slalom (v)       | 19e       | 2.06,04 (+29,57) 1.02,74+1.03,30 |
| Wang Guizhen   | reuzenslalom (v) | dq-1      | diskwalificatie run 1            |
| Wang Guizhen   | slalom (v)       | 20e       | 2.06,74 (+30,27) 1.05,14+1.01,60 |

### Biatlon
| Olympiër                                            | Discipline             | Resultaat | Prestatie                                                                                        |
| --------------------------------------------------- | ---------------------- | --------- | ------------------------------------------------------------------------------------------------ |
| Liu Hongwang                                        | 10 km (m)              | 46e       | 35.56,4 (+5.02,6) pen.: 3 (1 / 2)                                                                |
| Liu Hongwang                                        | 20 km (m)              | 54e       | 1:31.47,5 (+19.54,8) pen.: 12 (3 / 2 / 4 / 3)                                                    |
| Long Yunzhou                                        | 20 km (m)              | dnf       | opgave                                                                                           |
| Song Wenbin                                         | 10 km (m)              | 53e       | 36.53,4 (+5.59,6) pen.: 3 (0 / 3)                                                                |
| Song Yongjun                                        | 10 km (m)              | 45e       | 35.49,4 (+4.55,6) pen.: 2 (2 / 0)                                                                |
| Sun Xiaoping                                        | 20 km (m)              | 52e       | 1:28.07,1 (+16.14,4) pen.: 8 (2 / 2 / 2 / 2)                                                     |
| Sun Xiaoping Long Yunzhou Liu Hongwang Song Yongjun | 4x7,5 km estafette (m) | 16e       | 1:53.04,10 (+14.12,4) pen.: 0-11 (0-3 / 0-2 / 0-4 / 0-2) (28.54,4 / 28.09,1 / 28.27,0 / 27.33,6) |

### Kunstrijden
| Olympiër                | Discipline | Resultaat | Prestatie                                                        |
| ----------------------- | ---------- | --------- | ---------------------------------------------------------------- |
| Xu Zhaoxiao             | mannen     | 18e       | 37,4 punten (verpl. figuren: 22 - korte kür: 18 - lange kür: 17) |
| Bao Zhenghua            | vrouwen    | 22e       | 44,2 punten (verpl. figuren: 23 - korte kür: 21 - lange kür: 22) |
| Luan Bo Yao Bin         | paarrijden | 15e       | 21,0 punten (korte kür: 15 - lange kür: 15)                      |
| Xi Hongyan Zhao Xiaolei | ijsdansen  | 19e       | 38,0 punten (verpl. dans: 19 - org. dans: 19 - vrije dans: 19)   |

### Langlaufen
| Olympiër                                     | Discipline            | Resultaat | Prestatie                                                    |
| -------------------------------------------- | --------------------- | --------- | ------------------------------------------------------------ |
| Li Xiaoming                                  | 15 km (m)             | 67e       | 50.03,3 (+8.37,7)                                            |
| Li Xiaoming                                  | 30 km (m)             | 64e       | 1:47.32,6 (+18.36,3)                                         |
| Lin Guanghao                                 | 15 km (m)             | 68e       | 50.26,1 (+9.00,5)                                            |
| Song Shi                                     | 15 km (m)             | 66e       | 49.42,1 (+8.16,5)                                            |
| Song Shi                                     | 30 km (m)             | 62e       | 1:47.13,5 (+18.17,2)                                         |
| Zhu Dianfa                                   | 15 km (m)             | 70e       | 50.42,3 (+9.16,7)                                            |
| Song Shi Li Xiaoming Lin Guanghao Zhu Dianfa | 4x10 km estafette (m) | 16e       | 2:16.52,4 (+21.46,1) (34.12,8 / 34.47,4 / 34.00,8 / 33.51,4) |
|                                              |                       |           |                                                              |
| Chen Yufeng                                  | 5 km (v)              | 51e       | 21.50,2 (+4.46,2)                                            |
| Chen Yufeng                                  | 10 km (v)             | 49e       | 41.27,7 (+9.43,5)                                            |
| Dou Aixia                                    | 5 km (v)              | 48e       | 21.33,8 (+4.29,8)                                            |
| Dou Aixia                                    | 10 km (v)             | 50e       | 41.35,7 (+9.51,5)                                            |
| Song Shiji                                   | 5 km (v)              | 52e       | 22.24,1 (+5.20,1)                                            |
| Song Shiji                                   | 10 km (v)             | 52e       | 42.28,1 (+10.43,9)                                           |
| Tang Yuqin                                   | 5 km (v)              | 49e       | 21.41,5 (+4.37,5)                                            |
| Zhang Changyun                               | 10 km (v)             | 51e       | 42.26,6 (+10.42,4)                                           |
| Dou Aixia Tang Yuqin Chen Yufeng Song Shiji  | 4x5 km estafette (v)  | 12e       | 1:21.19,6 (+14.29,9) (20.24,8 / 20.33,9 / 20.21,9 / 19.59,0) |

### Schaatsen
| Olympiër       | Discipline   | Resultaat | Prestatie           |
| -------------- | ------------ | --------- | ------------------- |
| Chen Jianqiang | 500 m (m)    | 29e       | 40,30 (+2,11)       |
| Chen Jianqiang | 1000 m (m)   | 37e       | 1.22,10 (+6,30)     |
| Gai Zhiwu      | 500 m (m)    | 38e       | 41,67 (+3,48)       |
| Gai Zhiwu      | 1000 m (m)   | 39e       | 1.24,20 (+8,40)     |
| Li Wei         | 1500 m (m)   | 38e       | 2.08,38 (+10,02)    |
| Li Wei         | 5000 m (m)   | 40e       | 7.55,70 (+43,42)    |
| Wang Feifan    | 1000 m (m)   | 40e       | 1.24,21 (+8,41)     |
| Wang Nianchun  | 500 m (m)    | 35e       | 40,75 (+2,56)       |
| Zhao Shijian   | 5000 m (m)   | 34e       | 7.46,68 (+34,40)    |
| Zhao Shijian   | 10.000 m (m) | 30e       | 15.46,37 (+1.06,47) |
|                |              |           |                     |
| Cao Guifeng    | 500 m (v)    | 25e       | 44,11 (+3,09)       |
| Cao Guifeng    | 1000 m (v)   | 32e       | 1.30,28 (+8,67)     |
| Kong Meiyu     | 1500 m (v)   | 29e       | 2.19,56 (+16,14)    |
| Kong Meiyu     | 3000 m (v)   | 23e       | 5.03,43 (+38,64)    |
| Miao Min       | 500 m (v)    | 28e       | 44,49 (+3,47)       |
| Miao Min       | 1000 m (v)   | 28e       | 1.29,22 (+7,61)     |
| Shen Guoqin    | 500 m (v)    | 26e       | 44,21 (+3,19)       |
| Shen Guoqin    | 1000 m (v)   | 26e       | 1.29,11 (+7,50)     |
| Wang Guifang   | 1500 m (v)   | 23e       | 2.16,19 (+12,77)    |
| Wang Guifang   | 3000 m (v)   | 21e       | 4.59,32 (+34,53)    |
| Wang Xiuli     | 1500 m (v)   | 24e       | 2.16,68 (+13,26)    |
| Wang Xiuli     | 3000 m (v)   | 22e       | 5.00,15 (+35,36)    |

Andorra · Argentinië · Australië · België · Bolivia · Bondsrepubliek Duitsland · Britse Maagdeneilanden · Bulgarije · Canada · Chili · China · Chinees Taipei · Costa Rica · Cyprus · Duitse Democratische Republiek · Egypte · Finland · Frankrijk · Griekenland · Groot-Brittannië · Hongarije · IJsland · Italië · Japan · Joegoslavië · Libanon · Liechtenstein · Marokko · Mexico · Monaco · Mongolië · Nederland · Nieuw-Zeeland · Noord-Korea · Noorwegen · Oostenrijk · Polen · Puerto Rico · Roemenië · San Marino · Senegal · Sovjet-Unie · Spanje · Tsjecho-Slowakije · Turkije · Verenigde Staten · Zuid-Korea · Zweden · Zwitserland